# Hugh Jones (Produzent)
Hugh Jones gehört mit John Leckie zu den wichtigsten britischen Produzenten der 1980er Jahre im Bereich der New Wave und des Gitarrenpops.

## Werdegang
Begonnen hatte er als Tontechniker auf den frühen Alben der Simple Minds. Später machte er sich als langjähriger Produzent von Echo & The Bunnymen sowie durch seine Arbeit mit The Sound, James, Del Amitri, The Icicle Works, The Colourfield und Siouxsie and the Banshees einen Namen. Auch in den 1990er Jahren wirkte er als Produzent und Mischer an einer Reihe bedeutender LPs des Genres mit, so z. B. an den meisten Alben der Bluetones und mehreren in Großbritannien kommerziell sehr erfolgreichen Dodgy-LPs, zudem an der zweiten LP der Charlatans. Er ist bis heute als Produzent tätig.
Mit David Balfe und Troy Tate von The Teardrop Explodes nahm er unter dem Namen The Turquoise Swimming Pools die Stücke The Winds und Burst Balloons für die Compilation To the Shores of Lake Placid auf Balfes Label Zoo auf. Jones spielte hier Gitarre.

## Produktionen
1970s
- 1973 – Return to Forever – Light as a Feather (engineer)
- 1976 – Ralph McTell – Another Star Ascending (The Boxer) (engineer)
- 1977 – London – Animal Games (engineer)
- 1979 – Simple Minds – Real to Real Cacophony (engineer)

1980s
- 1980 – Adam and the Ants – Kings of the Wild Frontier (engineer)
- 1980 – The Teardrop Explodes – Kilimanjaro (engineer)
- 1980 – Simple Minds – Empires and Dance (engineer)
- 1981 – Simple Minds – Sons and Fascination/Sister Feelings Call (engineer)
- 1981 – Echo & the Bunnymen – Heaven Up Here
- 1981 – The Sound – From the Lions Mouth
- 1981 – The Undertones – Positive Touch
- 1982 – Fiat Lux – several singles & one mini album (Hired History)
- 1983 – Clock DVA – Advantage
- 1983 – Monsoon – Third Eye (co-producer and engineer)
- 1982 – Modern English – After the Snow
- 1982 – The Damned – Strawberries
- 1984 – The Icicle Works – The Icicle Works
- 1984 – Modern English – Ricochet Days
- 1984 – Rubber Rodeo – Scenic Views
- 1985 – The Icicle Works – The Small Price of a Bicycle (one track)
- 1985 – The Colourfield – Virgins and Philistines
- 1985 – Stan Ridgway – The Big Heat (two tracks)
- 1985 – Del Amitri – Del Amitri
- 1986 – Here’s Johnny – Hellzapoppin
- 1986 – Stump – Quirk Out
- 1986 – That Petrol Emotion – Manic Pop Thrill
- 1987 – Balaam & the Angel – Greatest Story Ever Told
- 1987 – The Saints – All Fools Day
- 1987 – Dumptruck – For the Country
- 1988 – James – Strip-mine
- 1988 – Roe – Hombre (Single)
- 1988 – Stump – A Fierce Pancake
- 1988 – Voice of the Beehive – Let It Bee
- 1989 – Frazier Chorus – Sue
- 1989 – Mary My Hope – Suicide Kings
- 1989 – Del Amitri – Waking Hours
- 1989 – James Ray and the Performance – Dust Boat

1990s
- 1990 – Vagabond Joy – Baby's Not a Guru
- 1990 – Kitchens of Distinction – Strange Free World
- 1990 – Ultra Vivid Scene – Joy 1967-1990
- 1990 – The Connells – One Simple Word
- 1991 – Died Pretty – Doughboy Hollow
- 1991 – Vagabond Joy – We're Going Home
- 1992 – Richard Barone – Clouds Over Eden
- 1992 – The Charlatans – Between 10th and 11th
- 1992 – Pale Saints – In Ribbons
- 1993 – Heidi Berry – Heidi Berry
- 1993 – Died Pretty – Trace
- 1994 – The Glee Club – Mine
- 1994 – Pale Saints – Slow Buildings
- 1994 – Dodgy – Homegrown
- 1994 – The Family Cat – Magic Happens
- 1996 – The Bluetones – Expecting to Fly
- 1996 – Heidi Berry – Miracle
- 1996 – Dodgy – Free Peace Sweet
- 1997 – The Mutton Birds – Envy of Angels
- 1998 – The Bluetones – Return to the Last Chance Saloon
- 1999 – Gene – Revelation
- 1999 – Shack – HMS Fable
- 1999 – Dream City Film Club – Stranger Blues

2000s
- 2001 – Gene – Libertine
- 2002 – The Charlatans – Songs from the Other Side
- 2002 – Easyworld – This Is Where I Stand
- 2004 – Obi – Diceman Lopez
- 2005 – Echo & the Bunnymen – Siberia
- 2006 – The Bluetones – The Bluetones
- 2006 – Harrisons – No Fighting in the War Room
- 2006 – My Elvis Blackout – Back in the Food Chain (EP)
- 2007 – My Elvis Blackout – Six Tracks (EP)
- 2007 – I Say Marvin – Powerdown!
- 2008 – I Say Marvin – Gloria
- 2010 – Modern English – Soundtrack